# Ismail Haniyeh
Ismail Abdel Salam Ahmed Haniyeh (àrab: إسماعيل عبد السلام أحمد هنية, Ismāʿīl ʿAbd as-Salām Aḥmad Haniyya) (Campament d'Al Shati, Gaza, 29 de gener de 1962 - Teheran, 31 de juliol de 2024) fou un polític palestí, líder de Hamas i una de les dues persones que van pretendre el càrrec de Primer Ministre de l'Autoritat Nacional Palestina entre 2006 i 2014.

## Biografia
Nascut a la Franja de Gaza el 1962, Haniyeh va arribar al càrrec després de les eleccions legislatives palestines de 2006, que va guanyar Hamas per majoria absoluta. El President de l'Autoritat Nacional Palestina, Mahmoud Abbas, de Fatah, va destituir Haniyeh el 14 de juny del 2007, en el context de la guerra civil palestina, però ell no li va reconèixer l'autoritat i va seguir en el càrrec a la Franja de Gaza, que és el territori que controla Hamas en exclusiva. L'endemà, Abbas va designar Salam Fayyad per a primer ministre i li va encarregar la formació de govern a Cisjordània, tot i que el Parlament palestí, on Hamas hi tenia la majoria, seguí reconeixent la legitimitat de Haniyeh. El setembre de 2016 alguns informes indicaren que Haniyeh reemplaçaria Khaled Mashal com a cap suprem de Hamas. Fou escollit com a cap polític de Hamas el 6 de maig de 2017. El 7 de desembre de 2017 convocà la tercera intifada per l'alliberament de Jerusalem, en resposta a l'anunci del president Trump de reconèixer aquesta ciutat com a capital de l'Estat d'Israel.
El 7 d'octubre de 2023 Hamàs va iniciar l'Operació Inundació d'Al-Aqsa disparant més de 5.000 coets des de la Franja de Gaza cap a Israel durant 20 minuts, i un mínim de 1.500 combatents de Hamàs van assaltar la frontera cap a Israel, matar almenys 1.200 persones (entre les quals 373 membres de les forces de seguretat) i prendre uns 200 ostatges. Israel va respondre declarant la guerra a Hamàs, en la qual el 19 de juny s'havien comptabilitzat 37.396 morts palestins. Haniyeh havia estat una figura clau participant en les negociacions internacionals sobre el conflicte, inclosa l'alliberament d'ostatges encara a Gaza i es mostrava disposat a arribar a un acord si Israel es retirava de Gaza de manera permanent. Haniyeh va morir el 31 de juliol de 2024 a Teheran per un atac aeri israelià.